# 臾那
臾那國（Yona），或稱耶槃那國（Yavana），一般認為臾那或耶槃那是古印度人對愛奧尼亞（Ionians）的音譯，用來稱呼進入印度的希臘人，或希臘人在印度旁遮普地區建立的一系列希臘化國家，如希臘-巴克特里亞王國、印度-希臘王國。
- 《阿育王詔書》中有提到臾那王安條克二世。
- 赫利奧多羅斯柱（英语：Heliodorus pillar）提到臾那王安提奧西達斯（英语：Antialcidas）。
- 《彌蘭王問經》中提到米南德一世和他的五百臾那人護衛。
- 《耶槃那占星術（英语：Yavanajataka）》中的希臘占星術與希臘術語。
- 《大史》中提到高加索的亞歷山卓為臾那人城市。